# Hexatoma (Eriocera) disjuncta
Hexatoma (Eriocera) disjuncta is een tweevleugelige uit de familie steltmuggen (Limoniidae). De soort komt voor in het Oriëntaals gebied.